# Plurk
Plurk es una red social y de microblogueo gratuita que permite a los usuarios enviar actualizaciones (también llamadas Plurks) en forma de mensajes cortos que pueden llegar a tener una longitud de 140 caracteres.
Las actualizaciones se muestran en la página inicial de cada usuario, usando para ello una eje cronológico en el que se muestran ordenadas temporalmente según el momento de su envío. Estas actualizaciones también se hacen llegar a otros miembros de la red que han decidido suscribirse a estas y pueden ser contestadas mediante mensajes instantáneos o en comentarios.
Plurk es muy popular en Taiwán, Filipinas, Indonesia y EE. UU. Según Alexa, el 11 de febrero de 2010, el 34,4% del tráfico de red hacia Plurk provenía de Taiwán, y sobre el 30% del sureste asiático. Plurk es la página número 24 más visitada en Taiwán y la número 1062 en el resto del mundo.

## Historia
Plurk fue desarrollado y concebido como un medio de comunicación entre los blogs y las redes sociales y entre el correo-e y la mensajería instantánea. Después de meses de desarrollo Plurk fue lanzado al público en mayo de 2008.
Etimológicamente el nombre se explica por los desarrolladores como:
- Abreviación de people (gente) y lurk (estar al acecho)
- Contracción de play (jugar) y work (trabajar)
- Acrónimo de peace, love, unity, respect, y karma (paz, amor, unidad, respeto y karma)

## Características
La interfaz de Plurk muestra las actualizaciones en un eje cronológico horizontal deslizable escrito en JavaScript. Los usuarios pueden publicar nuevos mensajes con distintas etiquetas, que son verbos monosílabos (p.ej. "siente", "piensa", "quiere", etc.). También están disponibles características más avanzadas como publicar solamente para tus seguidores y compartir imágenes, vídeos y otros elementos multimedio.
Plurk también soporta conversaciones en grupo entre amigos y el uso de emoticonos junto con el texto de la actualización.
Los desarrolladores de Plurk dieron libre acceso a su API el 4 de diciembre de 2009

## Disponibilidad en otros idiomas
Para ayudar a traducir la lista base de etiquetas aplicables a las actualizaciones, Plurk almacena su propia traducción y permite a los usuarios cambiar su interfaz a su propio idioma. en julio de 2008, Plurk estaba traducido a cerca de 20 idiomas.

## Recepción en la red
Plurk ha sido considerado en varias ocasiones como un gran rival de Twitter, otro servicio de microblogging.
En junio de 2008, Plurk recibió mayor atención online cuando fue mostrado por Leo Laporte y Amber MacArthur en su espectáculo presente en la red de podcast TWiT.tv.